# Stop the Cavalry
Stop the Cavalry (englisch für „Stoppt die Kavallerie“) ist ein Anti-Kriegs-Weihnachtslied des britischen Popsängers, Songwriters und Multiinstrumentalisten Jona Lewie aus dem Jahr 1980.

## Inhalt
Inhaltlich geht es in Stop the Cavalry um ein Ereignis aus dem Ersten Weltkrieg. Es ist aus Sicht eines Soldaten verfasst, der sich nichts sehnlicher wünscht, als Weihnachten zu Hause zu verbringen. Im Liedtext wird aber auch das in den 1980er präsente Thema des nuklearen Aufrüsten im Kalten Krieg thematisiert. Das Lied ist auf dem Studioalbum Heart Skips Beat, das 1982 erschien, während Stop the Cavalry bereits im November 1980 herauskam, enthalten. Als B-Seite erschien Laughing Tonight. Bob Andrews und Jona Lewie selbst komponierten und produzierten den Titel.
Im Januar 2014 veröffentlichte Lewies Plattenlabel das dazugehörige Musikvideo auf der Videoplattform YouTube, wo es bis Januar 2024 über zwölf Millionen Aufrufe zählte.

## Rezeption

### Chartplatzierungen
| Periode   | Höchstplatzierung, GesamtwochenChartplatzierungen (Periode, Platzierungen, Wochen) | Höchstplatzierung, GesamtwochenChartplatzierungen (Periode, Platzierungen, Wochen) | Höchstplatzierung, GesamtwochenChartplatzierungen (Periode, Platzierungen, Wochen) | Höchstplatzierung, GesamtwochenChartplatzierungen (Periode, Platzierungen, Wochen) |
| Periode   | DE                                                                                 | AT                                                                                 | CH                                                                                 | UK                                                                                 |
| --------- | ---------------------------------------------------------------------------------- | ---------------------------------------------------------------------------------- | ---------------------------------------------------------------------------------- | ---------------------------------------------------------------------------------- |
| 1980/81   | DE2 (28 Wo.)DE                                                                     | AT1 (14 Wo.)AT                                                                     | CH4 (9 Wo.)CH                                                                      | UK3 (11 Wo.)UK                                                                     |
|           |                                                                                    |                                                                                    |                                                                                    |                                                                                    |
|           |                                                                                    |                                                                                    |                                                                                    |                                                                                    |
| 2007/08   | —                                                                                  | —                                                                                  | —                                                                                  | UK48 (2 Wo.)UK                                                                     |
|           |                                                                                    |                                                                                    |                                                                                    |                                                                                    |
|           |                                                                                    |                                                                                    |                                                                                    |                                                                                    |
| 2011/12   | —                                                                                  | —                                                                                  | —                                                                                  | UK86 (1 Wo.)UK                                                                     |
|           |                                                                                    |                                                                                    |                                                                                    |                                                                                    |
|           |                                                                                    |                                                                                    |                                                                                    |                                                                                    |
| 2015/16   | —                                                                                  | —                                                                                  | —                                                                                  | UK82 (1 Wo.)UK                                                                     |
| 2016/17   | —                                                                                  | —                                                                                  | —                                                                                  | UK58 (3 Wo.)UK                                                                     |
| 2017/18   | —                                                                                  | —                                                                                  | —                                                                                  | UK61 (3 Wo.)UK                                                                     |
| 2018/19   | DE95 (1 Wo.)DE                                                                     | —                                                                                  | —                                                                                  | UK85 (1 Wo.)UK                                                                     |
| 2019/20   | —                                                                                  | —                                                                                  | —                                                                                  | UK56 (1 Wo.)UK                                                                     |
| 2020/21   | DE91 (1 Wo.)DE                                                                     | —                                                                                  | —                                                                                  | UK77 (4 Wo.)UK                                                                     |
| 2021/22   | —                                                                                  | —                                                                                  | —                                                                                  | UK34 (5 Wo.)UK                                                                     |
| 2022/23   | DE82 (1 Wo.)DE                                                                     | AT75 (1 Wo.)AT                                                                     | —                                                                                  | UK46 (4 Wo.)UK                                                                     |
| 2023/24   | —                                                                                  | —                                                                                  | —                                                                                  | UK45 (4 Wo.)UK                                                                     |
| 2024/25   | DE82 (1 Wo.)DE                                                                     | —                                                                                  | —                                                                                  | UK48 (3 Wo.)UK                                                                     |
| Insgesamt | DE2 (32 Wo.)DE                                                                     | AT1 (15 Wo.)AT                                                                     | CH4 (9 Wo.)CH                                                                      | UK3 (43 Wo.)UK                                                                     |

### Auszeichnungen für Musikverkäufe
| Land/Region                  | Auszeichnungen für Musikverkäufe (Land/Region, Auszeichnung, Verkäufe) | Verkäufe |
| ---------------------------- | ---------------------------------------------------------------------- | -------- |
| Vereinigtes Königreich (BPI) | Platin                                                                 | 600.000  |
| Insgesamt                    | 1× Platin ·                                                            | 600.000  |